# Liste der Katholischen Theologen an der Ludwig-Maximilians-Universität München
In der Liste der Katholischen Theologen an der Ludwig-Maximilians-Universität München werden alle Hochschullehrer gesammelt, die an der Ludwig-Maximilians-Universität lehrten und lehren. Das umfasst im Regelfall alle regulären Hochschullehrer, die Vorlesungen halten durften, also habilitiert waren. Namentlich sind das Ordinarien, Außerplanmäßige Professoren, Juniorprofessoren, Gastprofessoren, Honorarprofessoren, Lehrstuhlvertreter und Privatdozenten. Theologen des Mittelbaus (Dozenten: Assistenten und Mitarbeiter) sind nur in begründeten Ausnahmefällen berücksichtigt.
| Wissenschaftler                  | von                | bis         | Funktionen                                  | Bemerkungen | Bild         |
| -------------------------------- | ------------------ | ----------- | ------------------------------------------- | --- | ------------ |
| Amann, Thomas A.                 |                    |             | Privatdozent                                | Privatdozent für Kirchenrecht |              |
| Apfelbacher, Karl-Ernst          |                    |             |                                             | |              |
| Aufhauser, Johann Baptist        | 1911               | 1939        | Extraordinarius                             | planmäßiger außerordentlicher Professor für Missionswissenschaft, gleichzeitig Lehrauftrag für Theologische Enzyklopädie und Religionsgeschichte                                   |              |
| Aymans, Winfried                 | 1978               | 2003        | Ordinarius                                  | ordentlicher Professor für Kirchenrecht |              |
| Backhaus, Knut                   | 2003               |             | Ordinarius                                  | Ordinarius für Neutestamentliche Exegese und biblische Hermeneutik |              |
| Bardenhewer, Otto                | 1886               | 1924        | Ordinarius                                  | Ordinarius für biblische Hermeneutik und neutestamentliche Einleitung und Exegese                                                                                                  |              |
| Baumgartner, Alois               | 1994               | 2006        | Ordinarius                                  | Ordinarius für Sozialethik |              |
| Bischof, Franz Xaver             | 2007               |             | Ordinarius                                  | Ordinarius für Kirchengeschichte des Mittelalters und der Neuzeit |              |
| Breitsameter, Christof           | 2014               |             | Ordinarius                                  | Ordinarius für Moraltheologie |              |
| Dettloff, Werner                 |                    |             | Ordinarius                                  | ordentlicher Professor für Geschichte der Theologie seit dem Ausgang der Väterzeit, Vorstand des Grabmann-Instituts zur Erforschung der mittelalterliche Theologie und Philosophie |              |
| Deutinger, Martin                | 1846               |             | Privatdozent                                | Privatdozent für Philosophie |              |
| Döllinger, Ignaz von             | 1826               |             | Ordinarius                                  | ordentlicher Professor für Kirchengeschichte und Kirchenrecht, Oberbibliothekar (d. h. Direktor) der Universitätsbibliothek München                                                |              |
| Dirnberger, Franz Xaver          | 1842               | 1855        | Ordinarius                                  | Professor für Liturgiewissenschaft |              |
| Döring, Heinrich                 | 1979               | 2001        | Ordinarius                                  | Professor für Fundamentaltheologie und ökumenische Theologie |              |
| Dürig, Walter                    | 1948 / 1960 / 1966 | 1980        | Privatdozent / Ordinarius                   | Privatdozent / Professor für Liturgiewissenschaft und Pastoraltheologie / Professor für Liturgiewissenschaft                                                                       |              |
| Egenter, Richard                 | 1945               | 1968        | Ordinarius                                  | Ordinarius für Moraltheologie |              |
| Eichmann, Eduard                 | 1918               |             | Ordinarius                                  | Ordinarius für Kirchenrecht |              |
| Feifel, Erich                    | 1968               | 1991        | Ordinarius                                  | Professor für Religionspädagogik |              |
| Fingerlos, Matthäus              | 1806               | 1814        | Ordinarius                                  | Professor für Pastoraltheologie |              |
| Finkenzeller, Josef              |                    | 1986        | Ordinarius                                  | Professor für Dogmatik und ökumenische Theologie |              |
| Freundorfer, Joseph              | 1928               |             | Privatdozent                                | Privatdozent für neutestamentliche Exegese |              |
| Fries, Heinrich                  | 1958               | 1979        | Ordinarius                                  | Ordinarius für Fundamentaltheologie und ökumenische Theologie |              |
| Gäde, Gerhard                    | 2009 / 2012        |             | Privatdozent / apl.Professor                | für Dogmatik |              |
| Giers, Joachim                   | 1963               | 1979        | Ordinarius                                  | Christliche Soziallehre und Allgemeine Religionssoziologie |              |
| Gnilka, Joachim                  | 1975               | 1997        | Ordinarius                                  | Ordinarius für Neutestamentliche Exegese und Hermeneutik |              |
| Görg, Manfred                    | 1985               | 2003        | Ordinarius                                  | Ordinarius für Alttestamentliche Theologie |              |
| Göttler, Josef                   | 1911               |             | Ordinarius                                  | Ordinarius für Pädagogik und Katechetik, gleichzeitig Lehrauftrag für das bayerische Volksschulwesen                                                                               |              |
| Göttsberger, Johann              | 1903               | 1935        | Ordinarius                                  | Ordinarius für alttestamentliche Einleitung und Exegese und für die biblisch-orientalischen Sprachen                                                                               |              |
| Grabmann, Martin                 | 1918               | 1939        | Ordinarius                                  | Ordinarius für Dogmatik |              |
| Graf, Georg                      | 1930               |             | Honorarprofessor                            | Honorarprofessor für Literaturen des christlichen Orients |              |
| Gründel, Johannes                | 1968               | 1997        | Ordinarius                                  | Ordinarius für Moraltheologie |              |
| Guardini, Romano                 | 1948               | 1962        | Ordinarius                                  | Ordinarius für Religionsphilosophie und Christliche Weltanschauung |              |
| Häfner, Gerd                     | 2002               |             | Ordinarius                                  | Ordinarius für Biblische Einleitung |              |
| Hainz, Josef                     | 1980               | 1981        | Ordinarius                                  | ordentlicher Professor (C2) für neutestamentliche Exegese und bibl. Hermeneutik (1980–1981), 1975 Privatdozent, 1977–1980 Universitätsdozent                                       |              |
| Hamp, Vinzenz                    |                    |             | Ordinarius                                  | ordentlicher Professor für alttestamentliche Exegese |              |
| Haunerland, Winfried             | 2005               | 2022        | Ordinarius                                  | Professor für Liturgiewissenschaft |              |
| Heim, Manfred                    | 1996               |             | Ordinarius                                  | Ordinarius für Bayerische Kirchengeschichte |              |
| Heinzmann, Richard               |                    | 2002        | Ordinarius                                  | Professor für Christliche Philosophie und Theologische Propädeutik |              |
| Hilpert, Konrad                  | 2001               | 2013        | Ordinarius                                  | Ordinarius für Moraltheologie |              |
| Hofmann, Karl                    | 1933               |             | Privatdozent                                | Privatdozent für Kirchenrecht |              |
| Hubensteiner, Benno              | 1973               | 1985        | Ordinarius                                  | Ordinarius für Bayerische Kirchengeschichte |              |
| Hübner, Reinhard                 |                    |             | Professor                                   | Professor für Alte Kirchengeschichte |              |
| Kaczynski, Reiner                | 1980               | 2004        | Ordinarius                                  | Professor für Liturgiewissenschaft |              |
| Kampmann, Theoderich             |                    |             | Ordinarius                                  | ordentlicher Professor für Pädagogik, Katechetik und Homiletik |              |
| Kany, Roland                     |                    |             | Ordinarius                                  | Ordinarius für Kirchengeschichte des Altertums und Patrologie |              |
| Klauck, Hans-Josef               | 1997               | 2001        | Ordinarius                                  | Professor für Neues Testament |              |
| Keilbach, Wilhelm                | 1956               | 1974        | Ordinarius                                  | Professor für Systematische Scholastische Philosophie |              |
| Kleinschwärzer-Meister, Birgitta | 2006               |             | Juniorprofessorin                           | Juniorprofessur am Lehrstuhl für Dogmatik und Ökumenische Theologie |              |
| Knecht, August                   | 1919               |             | Honorarprofessor                            | Honorarprofessor für Kirchenrecht |              |
| Knoepfler, Alois                 | 1886               | 1917        | ordentlicher Professor, Rektor der LMU      | Professor für Kirchengeschichte |              |
| Kopp, Stefan                     | 2022               |             | Ordinarius                                  | Professor für Liturgiewissenschaft |              |
| Korff, Wilhelm                   | 1979               | 1993        | Ordinarius                                  | Professor für Sozialethik |              |
| Kreiner, Armin                   | 2003               |             | Ordinarius                                  | Ordinarius für Fundamentaltheologie |              |
| Kuss, Otto                       | 1960               | 1973        | Ordinarius                                  | Ordentlicher Professor für neutestamentliche Exegese und biblische Hermeneutik |              |
| Laub, Franz                      | 1983               | 2001        | Ordinarius                                  | Ordentlicher Professor für Neutestamentliche Exegese |              |
| Alexander Loichinger             | 1999               | 2004        | Privatdozent                                | Privatdozent für Fundamentaltheologie |              |
| Maier, Friedrich Wilhelm         | 1945               | 1951        | Ordinarius                                  | Ordinarius für Neues Testament |              |
| Michl, Johann                    | 1969               |             | ordentlicher Professor                      | ordentlicher Professor für Neues Testament |              |
| Mödl, Ludwig                     | 1995               | 2003        | Ordinarius                                  | Professor für Pastoraltheologie |              |
| Mörsdorf, Klaus                  | 1946               | 1977        | Ordinarius                                  | Ordinarius für Kirchenrecht |              |
| Monzel, Nikolaus                 | 1955               | 1960        | Ordinarius                                  | Ordinarius für Christliche Gesellschaftslehre und Allgemeine Religionssoziologie                                                                                                   |              |
| Müller, Gerhard Ludwig           | 1986               | 2002        | Ordinarius                                  | Ordinarius für Dogmatik und Dogmengeschichte |              |
| Neuner, Peter                    |                    | 2006        | Ordinarius                                  | Ordinarius für Dogmatik (mit Ökumenischer Theologie) |              |
| Ozankom, Claude                  | 1999               | 2003        | Privatdozent                                | Privatdozent für Fundamentaltheologie |              |
| Pascher, Joseph                  | 1934 / 1946        | 1939 / 1960 | Lehrstuhlvertretung / Ordinarius            | 1934–1939: Vertretung der ordentlichen Professur für Apologetik 1946–1960: Ordinarius für Liturgiewissenschaft, Homiletik und Pastoraltheologie                                    |              |
| Permaneder, Franz Michael        | 1874               | 1862        | Ordinarius                                  | Ordinarius für Kirchengeschichte und Kirchenrecht |              |
| Pfeilschifter, Georg             | 1917               | 1935        | Ordinarius                                  | Ordinarius für Kirchengeschichte |              |
| Pretzl, Otto                     | 1928               |             | Privatdozent                                | Privatdozent für alttestamentliche Exegese |              |
| Rahner, Karl                     | 1964               | 1967        | Ordinarius                                  | Ordinarius für Religionsphilosophie und Christliche Weltanschauung |              |
| Roider, Johann Peter             | 1815               | 1820        | Ordinarius                                  | Professor für Liturgiewissenschaft |              |
| Scharbert, Josef                 |                    |             | Ordinarius                                  | Professor für Altes Testament |              |
| Scheffczyk, Leo                  | 1965               | 1985        | Ordinarius                                  | Ordinarius für Dogmatik |              |
| Schilling, Hans                  | 1971               | 1994        | Ordinarius                                  | Professor für Pastoraltheologie |              |
| Schlosser, Marianne              | 1998               | 2004        | Privatdozentin und Akademische Rätin        | Mitarbeiterin am Grabmann-Institut zur Erforschung der mittelalterlichen Philosophie und Theologie                                                                                 |              |
| Schmaus, Michael                 | 1946               | 1965        | Ordinarius                                  | 1928: Privatdozent für Dogmatik; ab 1946: Ordinarius für Dogmatik |              |
| Schmid, Andreas                  | 1877               | 1909        | Ordinarius                                  | Professor für Liturgiewissenschaft |              |
| Schmid, Josef                    | 1951               | 1959        | Ordinarius                                  | 1929: Privatdozent für neutestamentliche Exegese; ab 1951: Ordinarius |              |
| Schmidt-Leukel, Perry            |                    |             |                                             | Assistent für Fundamentaltheologie |              |
| Schmitz, Heribert                | 1971               | 1996        | Ordentlicher Professor                      | ordentlicher Professor für Kirchenrecht |              |
| Schrems, Karl                    | 1933               |             | Privatdozent                                | Privatdozent für Pädagogik und Katechetik |              |
| Scheuermann, Audomar             |                    |             | Ordinarius                                  | ordentlicher Professor für Kanonisches Prozess- und Strafrecht |              |
| Schulz, Ehrenfried               | 1992               | 2005        | Ordinarius                                  | Professor für Religionspädagogik |              |
| Schwaiger, Georg                 | 1962               | 1971        | Ordinarius                                  | Ordinarius für Kirchengeschichte des Mittelalters und der Neuzeit |              |
| Seitz, Anton                     | 1904               |             | Ordinarius                                  | Ordinarius für Apologetik |              |
| Seppelt, Franz Xaver             | 1946               | 1952        | Ordinarius                                  | Ordinarius für Kirchengeschichte |              |
| Sickenberger, Joseph             | 1924               | 1939        | Ordinarius                                  | Ordinarius für neutestamentliche Exegese und biblische Hermeneutik |              |
| Silbernagl, Isidor               | 1870               | 1904        | Ordinarius                                  | Ordinarius für Kirchenrecht und Kirchengeschichte |              |
| Söhngen, Gottlieb                | 1957               |             | Ordinarius                                  | ordentlicher Professor für Fundamentaltheologie und theologische Propädeutik |              |
| Staab, Karl                      | 1925               | 1929        | Privatdozent                                | Privatdozent für neutestamentliche Exegese und biblische Hermeneutik |              |
| Stipp, Hermann-Josef             | 2004               |             | Ordinarius                                  | Ordinarius für Alttestamentliche Theologie |              |
| Stockmeier, Peter                | 1969               | 1988        | Ordinarius                                  | Professor für Patristik und Alte Kirchengeschichte |              |
| Stubenrauch, Bertram             | 2006               |             | Ordinarius                                  | Ordinarius für Dogmatik und Ökumenische Theologie |              |
| Stummer, Friedrich               | 1935 1946          | 1939 1953   | Professor Ordinarius                        | Professor für Altes Testament Ordinarius für Altes Testament |              |
| Thalhofer, Valentin              | 1863               | 1876        | Ordinarius                                  | Professor für Pastoraltheologie |              |
| Thumann, Karl                    | 1855               | 1863        | Ordinarius                                  | Professor für Liturgiewissenschaft |              |
| Tüchle, Hermann                  |                    |             | Ordinarius                                  | ordentlicher Professor der Kirchengeschichte des Mittelalters und der Neuzeit |              |
| Walf, Knut                       | 1972               | 1977        | Universitätsdozent                          | Universitätsdozent für Kirchenrecht und Staatskirchenrecht |              |
| Walter, Franz                    | 1904               | 1935        | Ordinarius                                  | Ordinarius für Moraltheologie |              |
| Wahl, Heribert                   | 1993               | 1997        | Privatdozent                                | Privatdozent für Pastoraltheologie |              |
| Weber, Leonhard Maria            | 1967               | 1969        | Ordinarius                                  | Professor für Pastoraltheologie und Katechetik |              |
| Wehrle, Josef                    |                    |             | Ordinarius                                  | Ordinarius für Alttestamentliche Einleitung und Exegese und biblisch-orientalische Sprachen                                                                                        |              |
| Weigl, Eduard                    | 1909               | 1939        | Ordinarius                                  | Ordinarius für Pastoraltheologie, Homiletik und Liturgik | Eduard Weigl |
| Weinzierl, Karl                  |                    |             | Ordinarius                                  | ordentlicher Professor für kirchliche Rechtsgeschichte |              |
| Weitlauff, Manfred               | 1986               | 2001        | Ordinarius                                  | Ordinarius für Bayerische Kirchengeschichte (1986–1993) Ordinarius für Kirchengeschichte des Mittelalters und der Neuzeit (1993–2001)                                              |              |
| Wolfinger, Franz                 | 1940               |             | Honorarprofessor                            | Fundamentaltheologie |              |
| Wiedemann, Georg Friedrich       | 1821               | 1842        | Ordinarius                                  | Professor für Liturgiewissenschaft |              |
| Wollbold, Andreas                | 2004               |             | Ordinarius                                  | Professor für Pastoraltheologie |              |
| Zellinger, Johannes              | 1919               | 1946        | Extraordinarius                             | planmäßiger außerordentlicher Professor für Patrologie, christliche Archäologie und christliche Kunstgeschichte                                                                    |              |
| Ziegler, Adolf Wilhelm           | 1903               | 1989        | Ordinarius                                  | ordentlicher Professor Kirchengeschichte des Altertums und Patrologie |              |
| Zwick, Elisabeth                 | 2019               | 2019        | Lehrstuhlvertretung Religionspädagogik 2019 | Dr. theol., Dr. phil., Dr. phil. habil., außerplanmäßige Professorin der Fakultät Philosophie und Pädagogik,                                                                       |              |

## Weblink
- Link zur Liste der Fakultät (Professoren seit 1826)

## Quelle
- Personenstandverzeichnisse der Ludwig-Maximilians-Universität München